# Roger Desllor
Roger Desllor fou un cavaller del Rosselló que estava al servei de Gualter V de Brienne, el duc d'Atenes, pel que va contractar el 1310 als almogàvers. L'incompliment del duc va provocar la batalla del Cefís (març de 1311) en la qual els almogàvers van derrotar les forces del duc i es van apoderar del ducat.
Es va oferir el govern del ducat a Bonifaci de Verona, senyor d'Egina i Carist, que el va refusar, i llavors es va oferir a Roger Desllor, tot i que aquest havia restat fidel a Gualter. Roger va acceptar i es va casar amb la vídua de Tomàs III d'Autremencourt, un dels feudataris del duc que havien mort en la batalla, i esdevingué senyor de Salona. El 1312 els almogàvers van donar el ducat a Manfred de Sicília i Roger es va retirar a la seva senyoria, que més tard (en data desconeguda, propera al 1320) va haver de cedir a Alfons Frederic d'Aragó que en fou nomenat comte. La data de la seva mort no es coneix exactament.